# 施馬根多夫
施馬根多夫（德語：Schmargendorf，德語：[ˈʃmaʁɡn̩ˌdɔʁf] ⓘ）是德國柏林夏洛滕堡-维尔默斯多夫区的一个下属区，位於柏林西南部。在2001年柏林行政區劃改革之前，施馬根多夫屬於原维尔默斯多夫区管轄。

## 外部連結

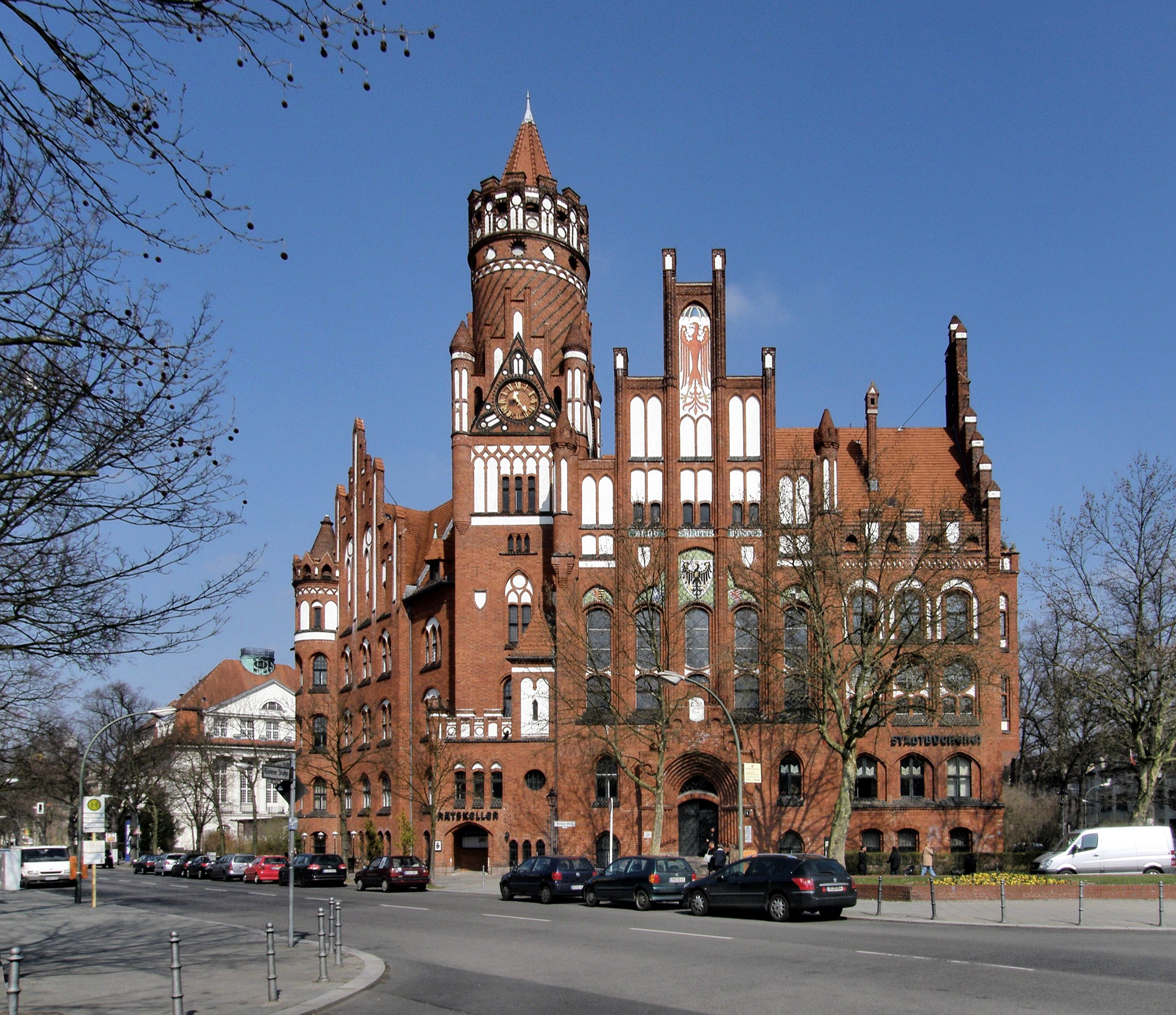
市政廳

维基共享资源上的相關多媒體資源：Schmargendorf
- （德文） Schmargendorf page on www.berlin.de （页面存档备份，存于）